# ليونارد مالتين (ناقد)

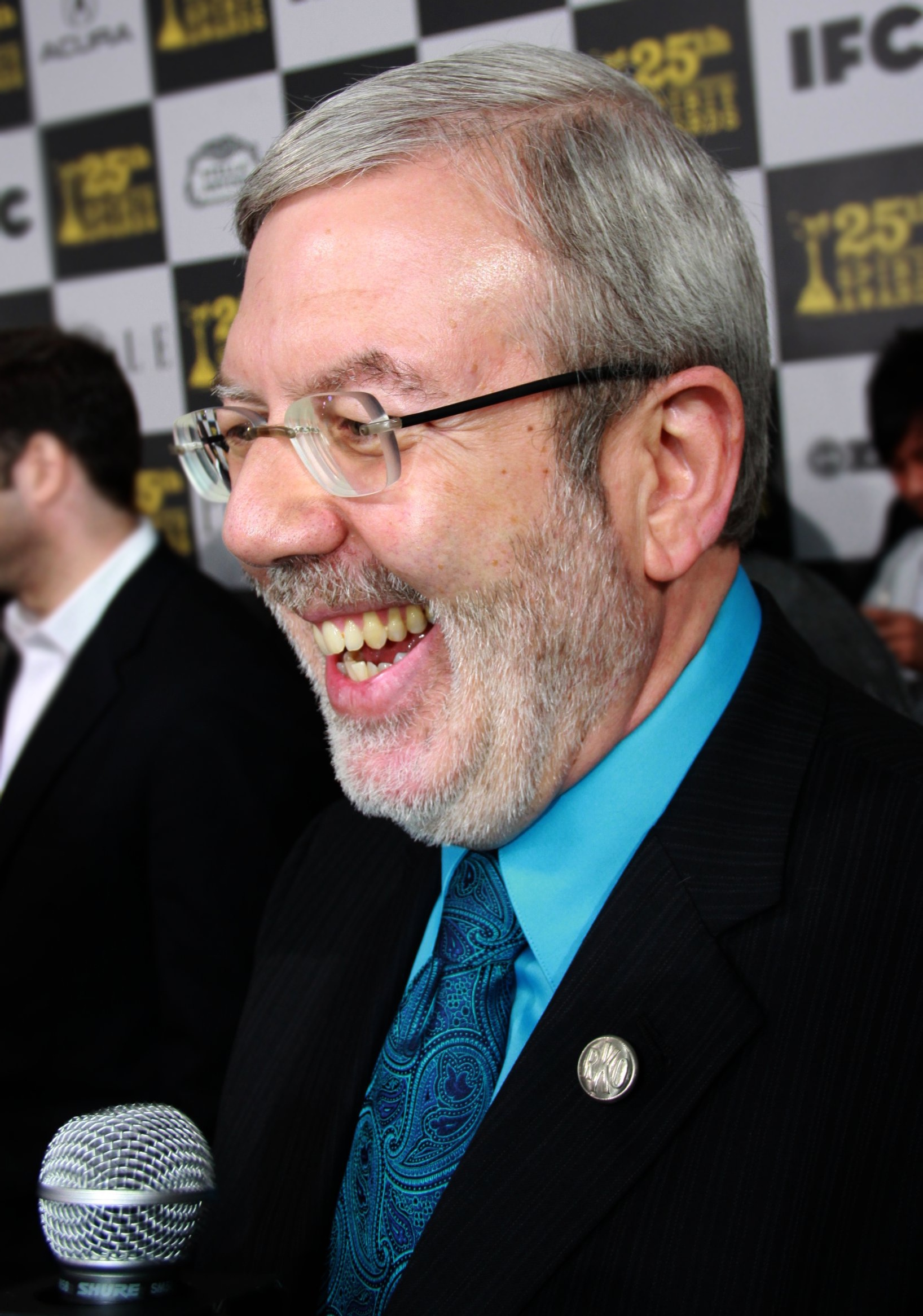
ليونارد مالتين

ليونارد مالتين (بالإنجليزية: Leonard Maltin) من مواليد 18 ديسمبر 1950، هو ناقد سينمائي أمريكي ومؤرخ سينمائي، بالإضافة إلى مؤلف العديد من الكتب السائدة عن السينما، مع التركيز على الروايات الاحتفالية والحنين إلى الماضي. اشتهر بكتابه السنوي الذي يحمل اسمه لمراجعات كبسولات الأفلام، دليل أفلام ليونارد مالتين، والذي تم نشره سنويًا من عام 1969 إلى عام 2014.
ولد مالتين في مدينة نيويورك، وهو ابن المغنية جاكلين (نيي جولد 1923-2012) وآرون إسحاق مالتين (1915-2002)، وهو محام وقاض هجرة. نشأ في أسرة يهودية، ونشأ في تينيك، نيو جيرسي. تخرج من مدرسة تينك الثانوية عام 1968.
أنشأ مالتين مع ابنته جيسي مالتين في عام 2019، مهرجانًا سينمائيًا بعنوان (MaltinFest) على المسرح المصري امتد لثلاثة أيام. من بين الضيوف الخاصين لورا ديرن وألكسندر باين. يشارك مالتين حاليًا في استضافة بودكاست (Maltin on Movies) مع ابنته جيسي مالتين.
عمل مالتين منذ عام 2018 في المجلس الاستشاري (لجيون ام Legion M) (شركة إنتاج تصمم نفسها على أنها أول شركة ترفيه مملوكة للمعجبين في العالم).
يعيش مالتين في لوس أنجلوس، وهو متزوج من الباحثة والمنتجة أليس تلستي، ولديه ابنة واحدة، جيسي، تعمل معه (سميت شركته الإنتاجية)، وفي يوليو 2018، أعلن مالتين أنه قد تم تشخيصه بمرض باركنسون قبل ثلاث سنوات ونصف.

## وصلات خارجية
https://leonardmaltin.com/ ليونارد مالتين (ناقد)
https://www.imdb.com/name/nm0540795/ ليونارد مالتين (ناقد)
https://www.tvguide.com/celebrities/leonard-maltin/3030450791/ ليونارد مالتين (ناقد)
https://web.archive.org/web/20110713025643/http://blogs.indiewire.com/leonardmaltin ليونارد مالتين (ناقد)